# Büderich (rheinländisches Adelsgeschlecht)

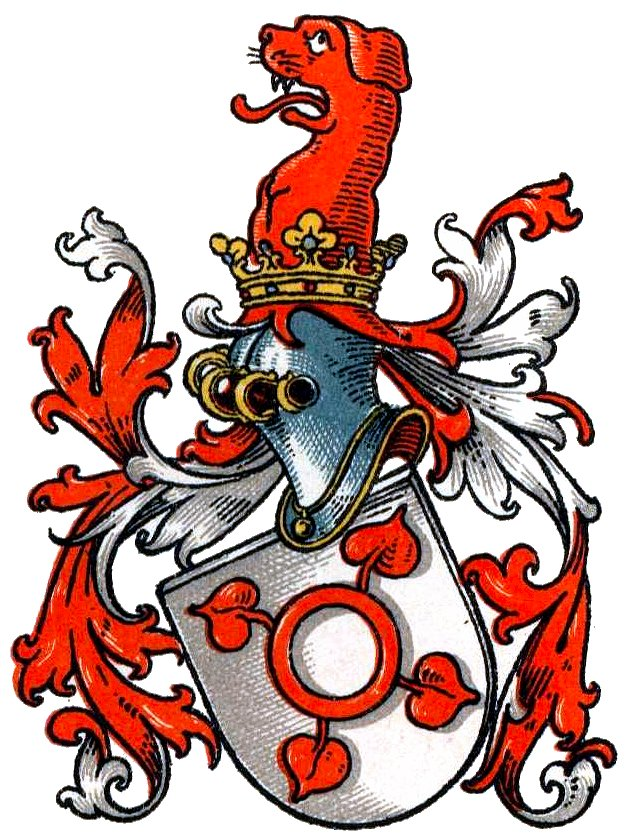
Wappen derer von Büderich

Die Herren von Büderich (auch: Budderich, Buderich, Boderich, Burrick o. ä.) waren ein rheinländisches Adelsgeschlecht.
Das hier behandelte rheinländische Geschlecht ist von den westfälischen Büderich zu unterscheiden.

## Geschichte
Stammsitz der rheinländischen Büderich war der namensgebende Ort Büderich, ein Stadtteil der Stadt Meerbusch in der Nähe von Düsseldorf und Neuss. Bereits 1130 erscheint Theoderich von Büderich in den Unterlagen des Klosters Kamp, 1414 dann ein Daniel von Büderich im kölnischen Archiv von St. Paul. Gerhard von Büderich untersiegelte 1436 die geldrische Landesvereinigung.
Seit dem Jahre 1422 waren die Herren von Büderich mit der Vogtei zu Büderich durch das Kölner Erzstift belehnt. Die Familie besaß neben Büderich auch Haus Gripswald im heutigen Meerbuscher Stadtteil Ossum-Bösinghoven. Im Jahre 1422 befreite Erzbischof Dietrich von Köln ebendieses Gut seines Vogtes Wilhelm von Büderich zu Ossum von der Dienstpflicht. Im Gegenzug wurde das Gut zum kurkölnischen Lehnsgut erhoben.
Wilhelm von Büderich, der 1550 die kölnische Landesvereinigung unterschrieb, verstarb ohne Erben. In der Folge stritten sich Gerhard und Johann, Söhne des Johann von Holtorp, Adolf von Büderich, Cornelius Honseler und Margaretha, Ehefrau des Magister Johann Steinweg, um die Lehnfolge. Der Kölner Erzbischof entschied, dass die Holtorp eine Hälfte und die übrigen Streitenden die andere Hälfte erhalten sollten.

## Wappen
Blasonierung: In Silber ein roter Ring außen mit vier roten Blättern besteckt. Auf dem gekrönten Helm ein roter Brackenkopf. Die Helmdecken sind rot-silbern.
Bei Siebmacher findet sich eine Wappendarstellung, die laut Beschriftung abweichend einen roten Ring im goldenen Schild zeigt:

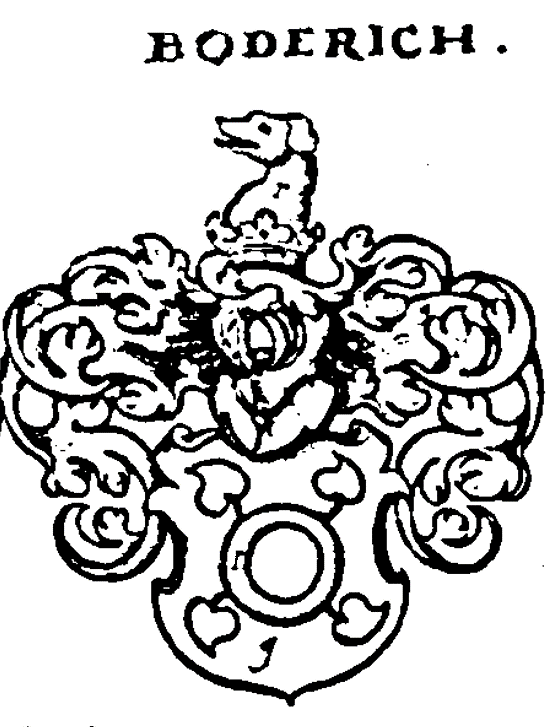
Wappen derer von Boderich bei Siebmacher